# UP (complexité)
Pour les articles homonymes, voir UP.
En théorie de la complexité, UP (en anglais : unambigous non-deterministic polynomial time) est la classe de complexité des problèmes de décision décidés par une machine de Turing non ambigüe (machine de Turing non-déterministe avec au plus une seule exécution acceptante pour une entrée donnée). Cette classe a été défini en 1976 par Valiant.